# 库柏·西梅布芬事务所
库柏·西梅布芬事务所（英語：Coop Himmelb(l)au），亦名藍天組事務所，為Dieter Prix與Helmut Swiczinsky及Michael Holzer三人於1968年在奥地利維也納創立之建築師事務所。

## 代表作品
- 德勒斯登UFA電影中心（Ufa-Kristallpalast）
- 歐洲中央銀行總部
- 寶馬世界（BMW Welt）
- 大连国际会议中心
- 釜山電影殿堂

## 外部連結
- （英文）Online profile of Coop Himmelb(l)au
- （英文）Universität Für Angewandte Kunst Wien （页面存档备份，存于）